# Acalypha stenophylla
Acalypha stenophylla é uma espécie de flor do gênero Acalypha, pertencente à família Euphorbiaceae.